# Atlasz-szobor (Lee Lawrie)
Az Atlasz-szobor a Rockefeller Center egyik neves bronzszobra, mely az International Building bejáratánál áll Manhattan középső részén New Yorkban. A Ötödik sugárutat érintve a Szent Patrik-székesegyházzal szemben található alkotás a görög mitológia egyik titánját, Atlaszt formálja, ahogy az a vállán tartja az égboltozatot.
Az 1937-ben installált Atlasz-szobor az amerikai szobrászművész, Lee Lawrie alkotása, Rene Paul Chambellan segítségével készült el. Az alkotás az art déco stílusban megépült Rockefeller Center számára szintén art déco stílusban született. Atlaszt az égboltozatot a vállán tartva ábrázolja, a vállán lévő armilláris gömb észak-déli tengelye a Sarkcsillagnak New Yorkhoz viszonyított helyzete felé mutat. A szoboralak az egyik izmos lábán áll egy kis kőtalapzaton, melynek sarka az Ötödik sugárút
felé néz.
A szobor Atlasz figurája 15 láb (4,6 m) magas, míg a teljes szobor 45 láb (14 m), súlya pedig megközelítőleg 7 tonna. Ez az alkotás számít a Rockefeller Center legmagasabb szobrának.

## Külső források
- Atlasz (szobor)